# Isola di North Sentinel
L'isola di North Sentinel (nome inglese, letteralmente "sentinella del nord"; उत्तर सेंटीनेल द्वीप Uttar Senteenel dveep in hindi, উত্তর সেন্টিনেল দ্বীপ Uttar Senteenel dveep in bengali) è una delle isole Andamane nel golfo del Bengala. L'isola si trova a ovest della parte meridionale delle Andamane del sud, ed è il territorio di una tribù di indigeni, i sentinellesi, che rifiuta qualsiasi contatto con il mondo esterno: è il popolo più isolato al mondo. A causa di tale isolamento, le informazioni su di essa sono molto limitate.
L'isola appartiene al distretto di Andaman Meridionale, parte del territorio indiano degli arcipelaghi di Andamane e Nicobare. Le autorità indiane rispettano il desiderio dei sentinellesi di restare incontattati e limitano il proprio ruolo al monitoraggio remoto.

## Geografia
North Sentinel è una delle due isole Sentinel che si trovano nel golfo del Bengala. È situata 36 km a ovest di Wandoor, un piccolo villaggio vicino alla punta meridionale dell'isola di Andaman Meridionale, 50 km a ovest di Port Blair e 59,6 km a nord della sua controparte, South Sentinel. Ha una superficie di circa 59,67 km² e un profilo approssimativamente quadrato.
L'isola è circondata da una barriera corallina, manca di porti naturali e, eccetto le scogliere, è interamente ricoperta da foresta. North Sentinel è contornata da una stretta spiaggia, dietro la quale il terreno si innalza di circa 20 m e poi gradualmente tra i 46 e i 122 m in prossimità del centro. Le barriere si estendono intorno all'isola tra gli 800 e i 1290 m dalla riva. Un isolotto boscoso, Constance Island o anche Constance Islet, si trova a circa 600 m dalla costa sudorientale, ai margini della barriera corallina.
Il terremoto che colpì l'Oceano Indiano nel 2004 inclinò la placca tettonica sotto l'isola, sollevandola di 1 o 2 metri. Grandi tratti delle barriere coralline circostanti rimasero esposte, diventando terre asciutte o trasformandosi in lagune superficiali, estendendo i confini dell'isola in mare fino a 1 km sui lati ovest e sud, unendo Constance Island all'isola principale.

## Storia
Gli onge erano consapevoli dell'esistenza dell'isola di North Sentinel e il loro nome tradizionale per indicarla era Chia daaKwokweyeh Per quel poco che è stato osservato dei sentinelesi in maniera remota, è stato rilevato che gli onge hanno con questi forti somiglianze culturali. Tuttavia gli onge che furono portati sull'isola dai colonizzatori britannici nel corso del XIX secolo non furono in grado di comprendere la lingua sentinellese, ed è quindi ipotizzabile un significativo periodo di separazione tra i due popoli.

### La dinastia Chola
Rajendra Chola I (1014-1044 d.C.), uno dei re della dinastia tamil Chola, conquistò le isole Andamane e Nicobare per usarle come base strategica navale per lanciare una spedizione navale contro l'Impero Srivijaya (un impero buddista con base sull'isola di Sumatra, in Indonesia). I tamil chiamarono le isole Tinmaittivu ("isole della forza / del valore / della verità" in lingua tamil).

### L'impero Maratha
Le isole Andamane e Nicobare nel loro complesso fornirono una base marittima temporanea nel XVII secolo per le navi dell'impero Maratha. L'ammiraglio della marina maratha, Kanhoji Angre, stabilì la supremazia navale con una base nelle isole e gli si riconosce il merito di aver annesso queste isole all'India.

### Le visite britanniche nel XIX secolo
Passando davanti all'isola nel 1771, l'agrimensore britannico John Ritchie osservò "una moltitudine di luci" da un natante idrografico della Compagnia britannica delle Indie orientali, il Diligent. Homfray, un funzionario inglese, visitò l'isola nel marzo 1867, scortato da forze di polizia e da un piccolo gruppo di andamanesi.
Verso la fine della stagione dei monsoni di quello stesso anno, la Ninive, una nave mercantile indiana, naufragò su una barriera corallina vicino all'isola. I 106 sopravvissuti tra passeggeri ed equipaggio sbarcarono sulla spiaggia con le scialuppe della nave e furono costretti a difendersi dagli attacchi dei sentinellesi. Alla fine furono trovati e tratti in salvo da una squadra di salvataggio della Royal Navy.
Nel gennaio 1880 una spedizione guidata da Maurice Vidal Portman, un amministratore del governo che sperava di osservare gli indigeni e le loro abitudini, sbarcò con successo sull'isola. Il gruppo trovò una rete di sentieri e numerosi piccoli villaggi abbandonati. Dopo alcuni giorni la spedizione catturò sei sentinellesi (una coppia di anziani e quattro bambini) e li portò a Port Blair. L'ufficiale coloniale responsabile dell'operazione scrisse che l'intero gruppo «si è ammalato rapidamente, e il vecchio e sua moglie sono morti, così i quattro bambini sono stati riportati a casa con numerosi doni».
Il 27 agosto 1883, dopo l'eruzione del Krakatoa, fu effettuato da Portman un secondo sbarco sull'isola in quanto le esplosioni del vulcano furono erroneamente scambiate per dei colpi di cannone e questi interpretati come richiesta di soccorso da parte di una nave. Una squadra di ricerca sbarcò su North Sentinel e lasciò doni per gli indigeni, prima di fare ritorno a Port Blair. Tra il gennaio 1885 e il gennaio 1887, Portman visitò l'isola diverse altre volte.

### XX secolo
Con l'intento di stabilire rapporti amichevoli con i sentinellesi, a partire dal 1967 diverse squadre esplorative indiane effettuarono brevi sbarchi sull'isola ogni pochi anni.
Nel 1974 North Sentinel fu oggetto della visita di una troupe cinematografica che girava un documentario, intitolato Man in Search of Man. Era accompagnata da alcuni antropologi, poliziotti armati e da un fotografo del National Geographic. Al loro arrivo a ridosso delle rive, gli antropologi fecero gesti amichevoli, ma i sentinellesi reagirono scagliando una pioggia di frecce. Protetti da armature imbottite, i poliziotti sbarcarono in un punto lontano dalla gittata degli archi dei nativi e lasciarono alcuni doni sulla spiaggia: giocattoli, noci di cocco, un maiale vivo e alcune pentole. Fecero appena in tempo a reimbarcarsi quando furono oggetto di un nuovo e più intenso lancio di frecce, una delle quali colpì il regista alla coscia sinistra. L'uomo che lo aveva centrato fu osservato ridere con soddisfazione prima di sedersi. Gli altri nativi invece rivolsero le loro attenzioni ai doni, trafiggendo il maiale e la bambola prima di seppellirli nella sabbia, appropriandosi con evidente piacere delle pentole e in particolar modo delle noci di cocco che non crescono sull'isola e di cui si dimostreranno in seguito molto ghiotti.
Nel 1975, l'ex re del Belgio Leopoldo III, durante un viaggio intorno alle Andamane, partecipò assieme a dei dignitari locali a una crociera notturna nelle acque al largo dell'isola di North Sentinel. L'imbarcazione si avvicinò alle rive abbastanza da consentire a un guerriero sentinellese di prendere minacciosamente di mira col suo arco il re, che espresse il suo entusiasmo per l'avventura.
A metà del 1977, la nave da carico MV Rusley si arenò sulle barriere coralline attorno alle spiagge, mentre sorte analoga capitò alla MV Primrose il 2 agosto 1981. Pochi giorni dopo il naufragio di quest'ultima, gli uomini di equipaggio a bordo, ancora in attesa dei soccorsi, notarono la presenza di piccoli uomini dalla pelle scura che trasportavano lance e frecce ed erano intenti a costruire barche sulla spiaggia. Presagendo il peggio, il capitano lanciò via radio un messaggio di emergenza per richiedere la consegna di armi da fuoco in modo che il suo equipaggio potesse difendersi da un eventuale attacco. Tuttavia la Primrose non ricevette alcun aiuto, a causa del mare grosso e di una vasta tempesta che impedì ad altre navi di raggiungerla. Fortunatamente le stesse condizioni proibitive e il fatto che il natante fosse circondato dalla barriera corallina impedirono anche agli isolani di avvicinarsi e abbordarlo. Una settimana dopo, tutti i membri dell'equipaggio furono salvati da un elicottero sotto contratto con la società petrolifera indiana Oil and Natural Gas Corporation (ONGC).
È noto che in entrambe queste occasioni i Sentinelesi utilizzarono i relitti per ricavarne materiale ferroso. I coloni provenienti da Port Blair visitarono in seguito i siti per recuperare il carico. Nel 1991 le squadre di salvataggio furono autorizzate a smantellare le navi.
I primi contatti pacifici con i sentinellesi furono effettuati il 4 gennaio 1991 dal team di Pandit Triloknath, direttore dell'Anthropological Survey of India. Diversamente dalle altre visite, sempre condotte da team completamente maschili, nel team di Pandit era presente una donna, la famosa antropologa Madhumala Chattopadhyay, già nota per essere riuscita a stabilire relazioni di grande fiducia e reciproca stima con altre popolazioni indigene delle Andamane, come gli onge e i Jarawa, che avevano migliorato molto la qualità della vita di quei popoli, in particolare dal punto di vista medico.
La presenza di Chattopadhyay cambiò radicalmente la situazione, l'avvicinamento dei ricercatori non fu percepito come un atto di aggressione (tra i Sentinelesi solo gli uomini portano e usano le armi) e la reazione degli indigeni fu completamente diversa dalle precedenti: il team fu fatto avvicinare e i regali furono consegnati direttamente nelle loro mani. Fu il primo contatto faccia a faccia con i Sentinelesi. Il mese successivo il team effettuò un'altra visita e le reazioni dei Sentinelesi furono ancora più entusiaste. I ricercatori riferirono che sull'isola vi erano poche decine di capanne e scorte di pesce e frutta essiccati.
Tuttavia, le visite degli studiosi indiani sull'isola di lì a poco cessarono e nel 2005 il governo indiano impose un divieto incondizionato di avvicinamento a meno di 3 miglia dall'isola, vietando ulteriori studi scientifici. A distanza di tempo, Pandit Triloknath si disse pentito delle proprie spedizioni.

### XXI secolo
Nel 2006 i sentinellesi uccisero due pescatori che pescavano illegalmente granchi del fango attorno all'isola. L'ancoraggio improvvisato della loro barca non era riuscito a impedire che venisse portata via dalle correnti mentre erano addormentati; così l'imbarcazione si spostò nei pressi delle rive dell'isola, dove i due uomini furono uccisi. Un elicottero della Guardia costiera indiana, inviato per recuperare i corpi, fu respinto dai guerrieri sentinellesi che scagliarono un nugolo di frecce.
Il 20 novembre 2014 Survival International denunciò la presenza di pescatori di frodo nelle acque intorno all'isola di North Sentinel, fonte di grave pericolo per la tribù; l'organizzazione sollecitò le autorità a garantire che l'isola fosse protetta dalle invasioni esterne.
Il 21 novembre 2018 un missionario statunitense di nome John Allen Chau, recatosi sull'isola con l'intento di convertire la popolazione locale al cristianesimo, fu ucciso quasi immediatamente dai Sentinelesi. Il suo corpo non poté essere recuperato.
Il 3 aprile 2025 la polizia indiana ha arrestato Mykhailo Polyakov, youtuber ucraino-statunitense di 24 anni, che si è intrufolato sull'isola per cercare di incontrare i sentinellesi. Il giovane portava con sé una noce di cocco e una Diet Coke. Secondo Survival International, “le azioni di questa persona hanno messo in pericolo non solo la sua vita, ma anche quella di tutto il popolo sentinellese".

## Popolazione
La consistenza demografica dei sentinellesi non è nota. Attualmente potrebbe aggirarsi tra i 50 e i 500 individui. Il censimento ufficiale indiano del 2001 indicava un numero verificato pari a 39 individui (21 maschi e 18 femmine). Tuttavia questo sondaggio fu inevitabilmente condotto a distanza e quasi certamente non rappresenta una stima accurata per una popolazione che si estende su un'isola di 59,67 km². Il nuovo censimento del 2011 registrò solo 15 individui (12 maschi e 3 femmine).
La tribù è la più isolata al mondo e ha avuto solo sporadici contatti a distanza con popolazioni esterne, in particolare in occasione di missioni governative o di studio, accolte con lancio di frecce da parte dei sentinellesi. Si pensa che vivano nell'isola da circa 60.000 anni: molto probabilmente i loro antenati hanno preso parte alle prime migrazioni preistoriche compiute dall'uomo fuori dal continente africano. Cacciano, raccolgono frutti spontanei dalla foresta e pescano lungo le coste, ma non coltivano nulla, né allevano animali, come fanno i vicini jarawa.
I sentinellesi respingono qualsiasi contatto con il mondo esterno. Survival International, il movimento mondiale per i diritti dei popoli indigeni, li ha definiti "la società più vulnerabile del pianeta", perché a causa del completo isolamento non hanno difese immunitarie verso malattie comuni e una qualsiasi epidemia, anche d'un semplice raffreddore, potrebbe spazzarli via.
Non si conoscono gli effetti sulla popolazione sentinellese del maremoto dell'Oceano Indiano del 2004 e dal conseguente tsunami, ma è probabile che gli abitanti dell'isola abbiano sofferto gravemente gli effetti dell'evento. La loro sopravvivenza fu confermata quando, alcuni giorni dopo, un elicottero del governo indiano sorvolò l'isola venendo preso di mira dal lancio di frecce da alcuni sentinellesi.

## Amministrazione
L'amministrazione del territorio di Andamane e Nicobare ha dichiarato nel 2005 che non ha intenzione di interferire con lo stile di vita o con l'habitat dei Sentinelesi e non è interessata a insistere per cercare ulteriori contatti con loro. L'isola di North Sentinel non è legalmente una divisione amministrativa autonoma dell'India, tuttavia gli studiosi fanno riferimento ad essa e alla sua gente come autonoma o "indipendente".